# Annelund (Malmö)
Annelund is een wijk in het stadsdeel Södra Innerstaden van de Zweedse stad Malmö. De wijkt telt 1.935 inwoners en heeft een oppervlakte van 1,14 km². Annelund bestaat voornamelijk uit flatgebouwen en huurwoningen.
Het park Enskifteshagen vormt een groene grens tussen de wijk en het naastgelegen industriegebied.